# Rezerwat przyrody Wolwinów
Wolwinów – florystyczny rezerwat przyrody znajdujący się w południowo-wschodniej części miasta Chełm, w dzielnicy Wolwinów, w województwie lubelskim.
- położenie geograficzne: Pagóry Chełmskie[1]
- powierzchnia (dane nadesłane z nadleśnictwa): 1,12 ha
- rok utworzenia: 1972
- dokument powołujący: Zarządzenie Ministra Leśnictwa i Przemysłu Drzewnego z dnia 23 czerwca 1972 roku w sprawie uznania za rezerwat przyrody (MP nr 36, poz. 202).
- przedmiot ochrony (według aktu powołującego): zachowanie ze względów naukowych i dydaktycznych stanowiska roślinności stepowej.